# Lijst van voetbalinterlands Noord-Korea - Turkmenistan
Deze lijst van voetbalinterlands geeft een overzicht van alle officiële voetbalinterlands tussen de nationale teams van Noord-Korea en Turkmenistan. De landen hebben tot op heden zeven keer tegen elkaar gespeeld. De eerste ontmoeting, een groepswedstrijd tijdens de Aziatische Spelen 1998, werd gespeeld in Bangkok (Thailand) op 5 december 1998. Het laatste duel, een kwalificatiewedstrijd voor het Wereldkampioenschap voetbal 2022, vond plaats op 14 november 2019 in Asjchabad.

## Wedstrijden
| № | Plaats    | Datum            | Competitie                 | Wedstrijd                  | Uitslag |
| - | --------- | ---------------- | -------------------------- | -------------------------- | ------- |
| 1 | Bangkok   | 9 december 1998  | Aziatische Spelen 1998     | Noord-Korea − Turkmenistan | 1 − 1   |
| 2 | Asjchabad | 2 juni 2008      | WK 2010 kwalificatie       | Turkmenistan − Noord-Korea | 0 − 0   |
| 3 | Pyongyang | 7 juni 2008      | WK 2010 kwalificatie       | Noord-Korea − Turkmenistan | 1 − 0   |
| 4 | Colombo   | 17 februari 2010 | AFC Challenge Cup 2010     | Noord-Korea − Turkmenistan | 1 − 1   |
| 5 | Colombo   | 27 februari 2010 | AFC Challenge Cup 2010     | Turkmenistan − Noord-Korea | 1 − 1   |
| 6 | Kathmandu | 19 maart 2012    | Azië Cup 2015 kwalificatie | Turkmenistan − Noord-Korea | 1 − 2   |
| 7 | Asjchabad | 14 november 2019 | WK 2022 kwalificatie       | Turkmenistan − Noord-Korea | 3 − 1   |

## Samenvatting
| Competitie            | Totaal gespeeld | Winst Noord-Korea | Gelijk | Winst Turkmenistan | Doelsaldo Noord-Korea – Turkmenistan |
| --------------------- | --------------- | ----------------- | ------ | ------------------ | ------------------------------------ |
| WK-kwalificatie       | 3               | 1                 | 1      | 1                  | 2 – 3                                |
| Azië Cup-kwalificatie | 1               | 1                 | 0      | 0                  | 2 − 1                                |
| AFC Challenge Cup     | 2               | 0                 | 2      | 0                  | 2 − 2                                |
| Aziatische Spelen     | 1               | 0                 | 1      | 0                  | 1 – 1                                |
| Totaal                | 7               | 2                 | 4      | 1                  | 7 – 7                                |

DPR Korean Football Association · A-internationals · Selecties · Bondscoaches · Noord-Koreaans vrouwenelftal · Noord-Korea U21 · Noord-Korea U20 · Noord-Korea U19 · Noord-Korea U18 · Noord-Korea U17
1959 – 1969 · 
1970 – 1979 · 
1980 – 1989 · 
1990 – 1999 · 
2000 – 2009 · 
2010 – 2019
AC 1980 ·
AC 1992 ·
AC 2011 ·
AC 2015
WK 1966 ·
WK 2010
OS 1964 ·
OS 1976
1959 ·
1960 ·
1961–1964 · 
1965 ·
1966 ·
1967–1972 · 
1973 ·
1974 ·
1975 ·
1976 ·
1977 · 
1978 ·
1979 ·
1980 ·
1981 ·
1982 ·
1983–1984 · 
1985 ·
1986 ·
1987 · 
1988 ·
1989 ·
1990 ·
1991 ·
1992 ·
1993 ·
1994–1997 · 
1998 ·
1999 ·
2000 ·
2001 ·
2002 ·
2003 ·
2004 ·
2005 ·
2006 · 
2007 ·
2008 ·
2009 ·
2010 ·
2011 ·
2012 ·
2013 ·
2014 ·
2015 ·
2016 ·
2017
Afghanistan ·
Australië · 
Bahrein · 
Bangladesh · 
Bolivia · 
Brazilië · 
Bulgarije ·
Burkina Faso ·
Cambodja · 
Canada · 
Chili · 
China · 
Congo-Brazzaville · 
Egypte · 
Filipijnen · 
Finland · 
Griekenland · 
Guam · 
Guinee ·
Hongkong · 
India · 
Indonesië · 
Irak · 
Iran · 
Italië · 
Ivoorkust · 
Japan · 
Jemen · 
Jordanië · 
Kazachstan · 
Kirgizië · 
Koeweit · 
Letland · 
Libanon · 
Macau · 
Maleisië · 
Mali · 
Mexico · 
Mongolië · 
Myanmar · 
Nepal · 
Nigeria · 
Noorwegen · 
Oezbekistan · 
Oman · 
Pakistan ·
Palestina · 
Paraguay ·
Polen · 
Portugal · 
Qatar · 
Saoedi-Arabië · 
Singapore · 
Sovjet-Unie · 
Sri Lanka · 
Syrië · 
Tadzjikistan · 
Taiwan · 
Thailand · 
Turkmenistan · 
Venezuela · 
Verenigde Arabische Emiraten · 
Verenigde Staten · 
Vietnam · 
Zambia · 
Zuid-Afrika · 
Zuid-Korea · 
Zweden
Ivoorkust (2010) ·
AFFA · A-internationals · Bondscoaches · Statistieken · Turkmeens vrouwenelftal · Turkmenistan U21 · Turkmenistan U20 · Turkmenistan U19 · Turkmenistan U17
1992 – 1999 ·
2000 – 2009 ·
2010 – 2019 ·
2020 − 2029
1992 ·
1993 ·
1994 ·
1995 ·
1996 ·
1997 ·
1998 ·
1999 ·
2000 ·
2001 ·
2002 ·
2003 ·
2004 ·
2005 ·
2006 ·
2007 ·
2008 ·
2009 ·
2010 ·
2011 ·
2012 ·
2013 ·
2014 ·
2015 ·
2016 ·
2017 ·
2018 ·
2019 ·
2020 ·
2021 ·
2022
Afghanistan ·
Armenië ·
Azerbeidzjan ·
Bahrein ·
Bangladesh ·
Bhutan ·
Cambodja ·
China ·
Estland ·
Filipijnen ·
Guam ·
Hongkong ·
India ·
Indonesië ·
Irak ·
Iran ·
Japan ·
Jemen ·
Jordanië ·
Kazachstan ·
Kirgizië ·
Koeweit ·
Laos ·
Libanon ·
Litouwen ·
Malediven ·
Maleisië ·
Myanmar ·
Nepal ·
Noord-Korea ·
Oeganda ·
Oezbekistan ·
Oman ·
Pakistan ·
Palestina ·
Qatar ·
Roemenië ·
Saoedi-Arabië ·
Singapore ·
Sri Lanka ·
Syrië ·
Tadzjikistan ·
Taiwan ·
Thailand ·
Verenigde Arabische Emiraten ·
Vietnam ·
Zuid-Korea